# Tyromyces ochraceicarneus
Tyromyces ochraceicarneus är en svampart som beskrevs av Corner 1992. Tyromyces ochraceicarneus ingår i släktet Tyromyces och familjen Polyporaceae.   Inga underarter finns listade i Catalogue of Life.